# Антонюк Григорій Гнатович
Антонюк Григорій Гнатович (Артем, Мороз; 1921, Дорошівці, Заставнівський район, Чернівецька область — 3 червня 1948, Мосорівка, Заставнівський район, Чернівецька область) — лицар Срібного хреста бойової заслуги УПА 1 класу.

## Життєпис
Член ОУН із травня 1944 р. Стрілець боївки СБ Заставнівського районного проводу ОУН (1944—1945), охоронець референта СБ Буковинського окружного проводу ОУН Мирослава Сулятицького — «Кривоноса» (1945 — січень 1948), керівник Заставнівського районного проводу ОУН (березень-червень 1948).
Загинув у сутичці з опергрупою Заставнівського РВ УМДБ.

## Нагороди
Згідно з Наказом Головного військового штабу УПА ч. 1/48 від 12.06.1948 р. керівник Заставнівського районного проводу ОУН Григорій Антонюк — «Артем» відзначена Срібним хрестом бойової заслуги УПА 2 класу.